# Oritoniscus legrandi
Oritoniscus legrandi is een pissebed uit de familie Trichoniscidae. De wetenschappelijke naam van de soort is voor het eerst geldig gepubliceerd in 1965 door Dalens.